# Білявка та Трояндочка
«Білявка та трояндочка» (нім. Schneeweißchen und Rosenrot) — німецька казка. Найвідомішим варіантом є версія, зібрана братами Грімм у 1837 році в третьому виданні їхньої збірки «Казки Грімм» (KHM 161). Уперше вона була опублікована Вільгельмом Гріммом у 1827 році в Märchen-Almanach Вільгельма Гауфа. Старішу, дещо коротшу версію, «Невдячний гном», написала Керолайн Шталь (1776—1837). Дійсно, це здається найстарішим варіантом; жодна попередня усна версія невідома, хоча кілька було зібрано з моменту її публікації в 1818 році. Усні версії дуже обмежені регіонально. Казка типу Аарне-Томпсона 426 («Дві дівчинки, ведмідь і гном»).
Незважаючи на присутність одного гнома, ця історія не пов'язана з казкою братів Грімм «Білосніжка», яка стала основою для анімаційного фільму Walt Disney 1937 року «Білосніжка і семеро гномів». Сучасне німецьке ім'я цієї героїні — Schneewittchen, а не Schneeweißchen. Ця історія має мало спільного, але схоже ім'я її світлошкірої дівчини.

## Сюжет
Білявка та Трояндочка — дві маленькі дівчинки, які живуть зі своєю матір'ю, бідною вдовою, у маленькій хатинці біля лісу. Білявка, тиха і сором'язлива, вважає за краще проводити час вдома, займаючись домашніми справами і читаючи. Трояндочка відверта, жвава і життєрадісна, любить бути на вулиці. Вони обидві дуже хороші дівчата, які дуже люблять одна одну та свою маму, і їхня мама також їх дуже любить.
Однієї зимової ночі хтось стукає у двері. Трояндочка відчиняє двері, щоб побачити ведмедя. Спочатку вона налякана, але ведмідь каже їй не боятися. «Я наполовину замерз, і я просто хочу трохи погрітися у вас», — каже він. Впускають ведмедя, а він лягає перед вогнем. Білявка і Трояндочка збивають сніг із ведмедя та швидко з ним потоваришували. Вони граються з ведмедиком і грайливо його катають. Відпускають ведмедя перед вогнем ночувати. Вранці він йде риссю в ліс. Ведмідь повертається щовечора до кінця зими, і сім'я звикає до нього.

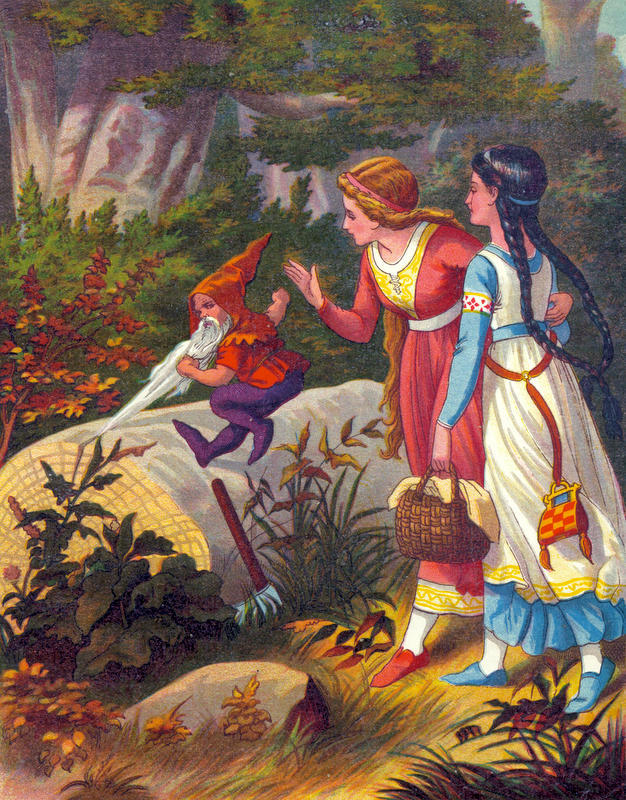
Ілюстрація до книги Джозефіни Поллард «Години в країні казок», опублікованої в 1883 році

Коли настає літо, ведмідь каже їм, що він повинен піти на деякий час, щоб охороняти свій скарб від злого гнома. Улітку, коли дівчата гуляли лісом, вони знайшли гнома, борода якого застрягла на дереві. Дівчата рятують його, відрізаючи йому бороду, але гном невдячний і кричить на них за те, що вони відрізали його чудову бороду. Того літа дівчата кілька разів стикаються з гномом і кожного разу рятують його від якоїсь небезпеки, за що він невдячний.
Потім одного разу вони знову зустрічають гнома. Цього разу він наляканий, бо ведмідь збирається його вбити. Гном благає ведмедя і благає його з'їсти дівчат. Натомість ведмідь не звертає уваги на його благання і вбиває гнома одним ударом лапи. Миттєво ведмідь перетворюється на принца. Раніше гном зачарував принца, вкравши його дорогоцінні камені та перетворивши його на ведмедя. Прокляття розривається зі смертю гнома. Білявка виходить заміж за принца, а Трояндочка — за брата принца.

## Аналіз

### Казковий тип
Казка класифікована в міжнародному індексі Аарне-Томпсона-Утера як казка типу ATU 426 «Дві дівчинки, ведмідь і гном»: пара сестер вітає ведмедя у своєму будинку; наступного літа дівчата тричі рятують невдячного гнома; наприкінці казки ведмідь перемагає гнома (який прокляв його спочатку) і стає людським принцом.
На думку вчених Йоганнеса Болте, Їржі Полівки, Стіта Томпсона та Ганса-Йорґа Утера, казка у збірці Ґрімм походить від оповідання, написаного письменницею Кароліною Шталь й опублікованого в 1818 році.

### Варіанти
У ранньому аналізі німецький учений Курт Ранке зазначив, що існуючі варіанти походять із «Центральної Європи»: Фландрії, Франції, Німеччини та Швейцарії.

#### Германські мови
Німецький фольклорист Ганс-Йорґ Утер у Каталозі народних казок німецькомовного регіону класифікує казку як тип ATU 426, Schneeweißchen und Rosenrot («Білосніжна та Трояндочка»), яка зрідка засвідчена в германомовних областях. Крім того, Курт Ранке стверджував, що казка Грімм вплинула на варіанти, зібрані пізніше, такі як Wittrösken und Rautrösken.
Згідно з фризьким вченим Юр'єном ван дер Кооі, у каталозі фризьких народних казок цей тип казки також засвідчений у Фрисландії, але героїні названі Blauwoogje («Блакитноока») і Bruin-oogje («Кароока»). Крім того, нідерландський вчений Тео Медер опублікував голландську казку під назвою Rozerood en Lelieblank («Червона троянда та біла лілія») від оповідача з Дріберґена, Утрехт, який надіслав її в 1892 році лінгвісту Gerrit Jacob Boekenoogen.
Йоганнес Болте та Їржі Полівка цитували казку під назвою Rozenroodje, зібрану Дж. Ф. Вінксом із Гаґеланду (Фландрія).

#### Слов'янські мови
Вид казки також засвідчений у східнослов'янській Класифікації народних казок (рос. СУС, трансліт. SUS), індексований як тип SUS 426, «Две девушки, медведь (волк) и карлик» («Дві дівчини, ведмідь/вовк і гном»), але лише в Росії та Україні.
Філолог і фольклорист Юліян Крижановський засновник польського каталогу фольклору за міжнародним індексом, виявив єдиний польський варіант типу 426 Narzeczony niedźwiedź («Наречений ведмідь»). Однак Крижановський зазначив, що казка була літературною переробкою, яка вирізала гнома та ввела інших персонажів.

#### Інші області
Згідно з латвійським каталогом народних казок, подібна історія знайдена в Латвії, індексована як казка типу 426, Lācis — princis («Принц-ведмідь»): дві дівчини дають притулок ведмедю та рятують гнома; ведмідь перемагає карлика і повертає людську подобу.
Французькі вчені Поль Деларю та Марі-Луїза Тенез, засновники французького каталогу народних казок, повідомили лише про два варіанти у Франції казки типу ATU 426, Les deux fillettes, l'ours et le nain («Дві маленькі дівчинки, ведмідь і гном»), які вони вважали переказом історії Грімм.

## Інші версії

### Оповідання
- «Schneeweißchen und Rosenrot» братів Грімм (німецька мова)
- «Білосніжна і Трояндочка»; Мей Селлар, пер., Ендрю Ленг, ред., Блакитна книга фей, 1889
- Білосніжна і Трояндочка та великий чорний ведмідь, Кліфтон Джонсон (1913)
- «Білосніжна і Трояндочка»; Маргарет Хант, пер., Домашні казки Грімм, том. 2, № 161
- «Білосніжна і Трояндочка» Едіт Ваятт — оповідання
- Форсайт, Кейт і Лорена Керрінгтон. Білосніжна і Трояндочка та інші казки про добрих дівчат. Serenity Press, 2020.

### Романи
- Білосніжна і Трояндочка Патриції К. Вреде в серії казок Террі Віндлінґ — фентезійний роман 1989 року, заснований на казці, дія якого відбувається в середньовічній Англії
- «Тінь ведмедя» Реґіни Доман — роман 1997 року, заснований на казці, дія якого відбувається в сучасному Нью-Йорку.
- «Делікатні шматочки» Марго Ленеген — фентезійний роман 2008 року за мотивами казки
- Сніг і троянда Емілі Вінфілд Мартін, Random House, 10 жовтня 2017 р.

### Дитячий театр
RashDash. «Білосніжна і Трояндочка». https://www.rashdash.co.uk/snowwhiterosered

### Поезія
- Enszer, Julie (9 квітня 2014). Five Feminist Poems for National Poetry Month: 2. "Rose and Snow Tell the Field Their Troubles". Ms. Magazine.
- Welliver, Kim (2021). Snow White, Rose Red. Fairy Tale Review. 17 (1): 99—103. doi:10.13110/fairtalerevi.17.1.0099. Project MUSE 812771 ProQuest 2538408847.

### Графічна новела
Віллінгем, Білл. Байки. Вертиго (DC Comics). Американська серія коміксів.

### Фільми
- Schneeweisschen und Rosenrot (1955) Західнонімецький фільм режисера Еріха Коблера.
- Schneeweißchen und Rosenrot (1979) Східнонімецький фільм режисера Зігфріда Гартмана.
- Schneeweißchen und Rosenrot (1984) Західнонімецький фільм режисера Рити-Марії Новотни.

### Телебачення
- Класичні казки Грімм (1987—1989), серія 7.
- Сімсала Грімм (1999—2010), 3 сезон, 44 серія.
- Schneeweißchen und Rosenrot (2012) Телефільм режисера Себастьяна Ґроблера, частина серіалу Sechs auf einen Streich.

## Галерея

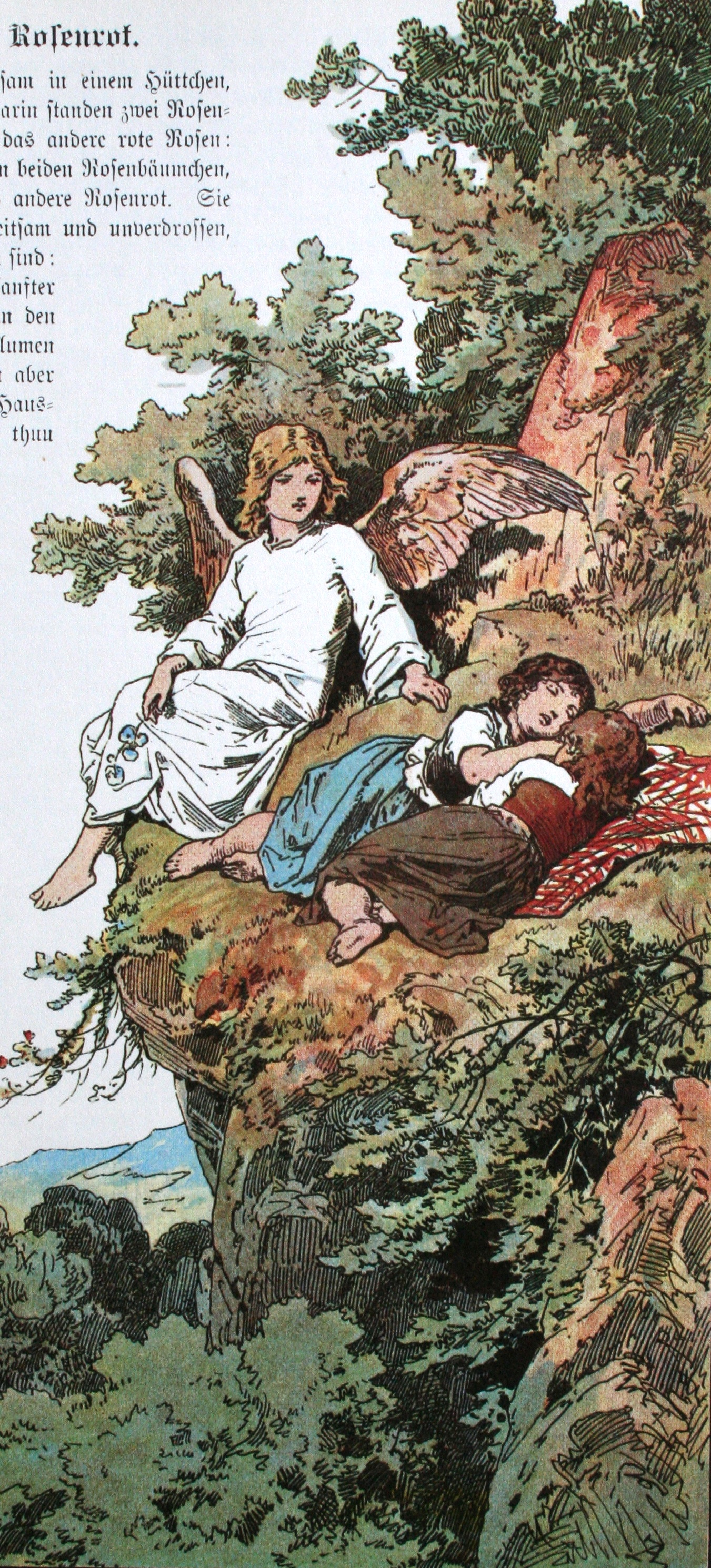
Білосніжна і Трояндочка, Александр Зік
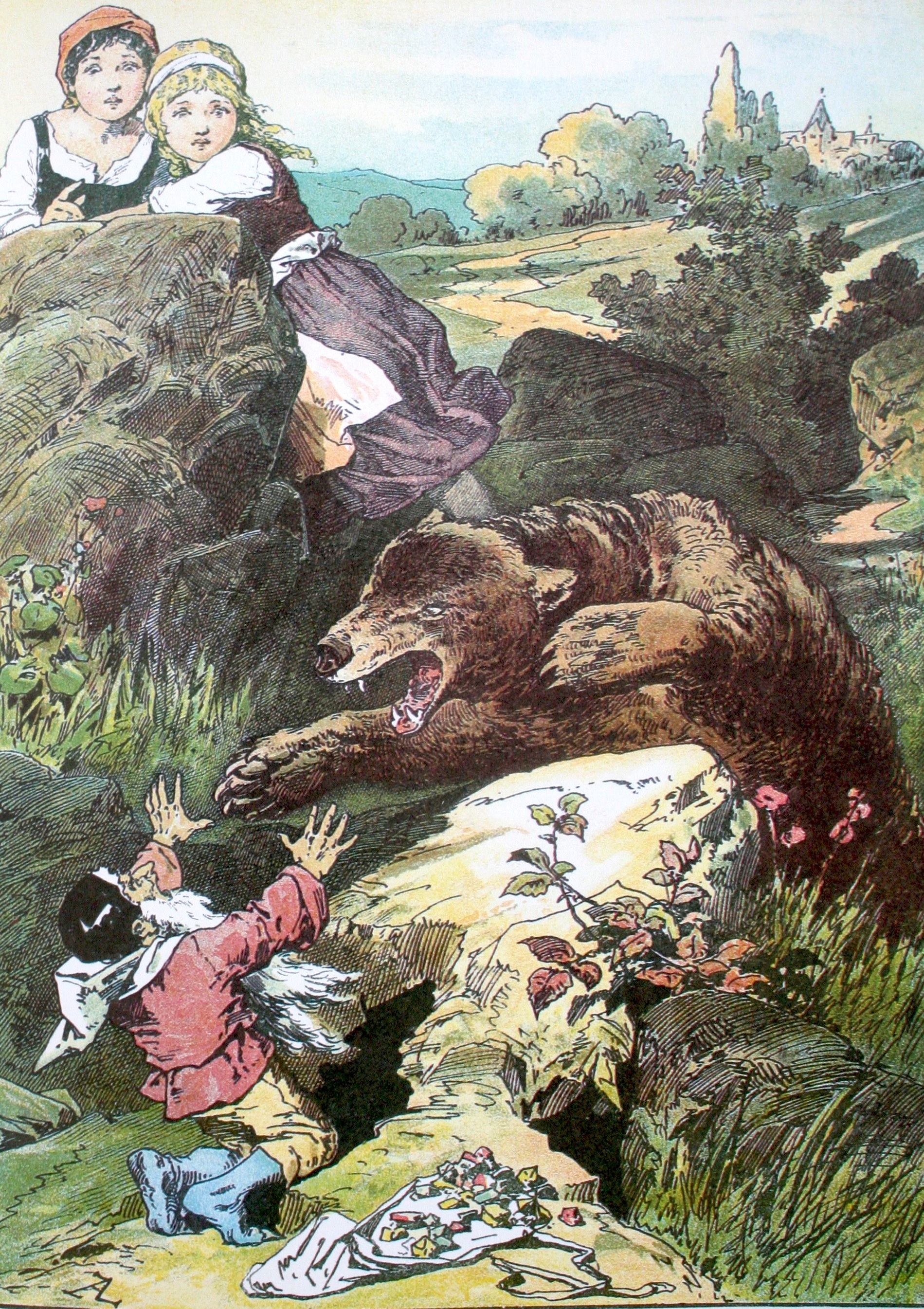
Ілюстрація Александра Зіка
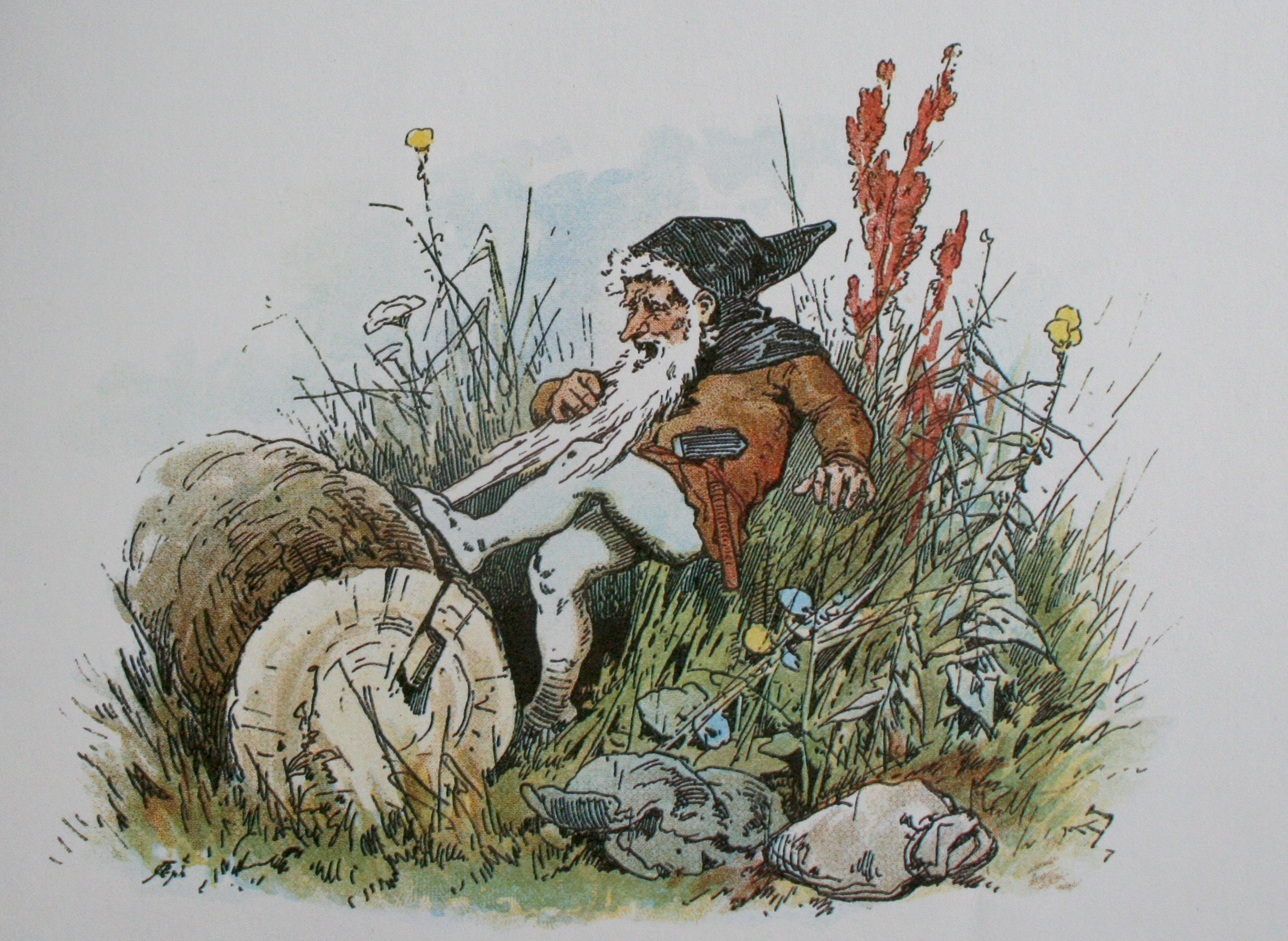
Ілюстрація Александра Зіка

## Подальше читання
- Bettelheim, Bruno (1976). Snow-White and Rose-Red. The Uses of Enchantment: The Meaning and Importance of Fairy Tales. Knopf. с. 285—286. ISBN 978-0-394-49771-6.
- Haase, Donald (2008). Caroline Stahl. The Greenwood Encyclopedia of Folktales and Fairy Tales: A-F. Greenwood Press. с. 917—918. ISBN 978-0-313-33442-9.
- Hameršak, Marijana (17 червня 2011). A Never Ending Story? Permutations of 'Snow White and Rose Red' Narrative and Its Research across Time and Space. Narodna Umjetnost. 48 (1): 147—160.
- Jarvis, Shawn C.; Blackwell, Jeannine, ред. (2001). The Queen's Mirror: Fairy Tales by German Women, 1780-1900. U of Nebraska Press. ISBN 978-0-8032-6181-5.
- MacDonald, Joan H (1997). Snow white and Red rose in colonial novels. Australian Folklore. 12: 174—180.
- Rölleke, Heinz (1986). Schneeweißchen und Rosenroth. KHM 161 in der Grimmschen 'Urfassung'. Zwei bislang ungedruckte Briefe Wilhelm Hauffs an Grimm und ein Nachtrag zum Fest der Unterirdischen, einem frühen Zeugnis norwegischer Volksliteratur. Fabula (нім.). 27: 265—287. doi:10.1515/fabl.1986.27.1.265.
- Zipes, Jack, ред. (2001). Compassionate Sisters and Ungrateful Demons. The Great Fairy Tale Tradition: From Straparola and Basile to the Brothers Grimm : Texts, Criticism. W.W. Norton. с. 772—778. ISBN 978-0-393-97636-6.